# Two Prudential Plaza
Two Prudential Plaza è un grattacielo di Chicago, negli Stati Uniti. 
È stato progettato dallo studio Loebl, Schlossman & Hackl. Completato nel 1990, ha ricevuto 8 riconoscimenti fra i quali il premio alla migliore struttura conferito dall'associazione degli ingegneri dell'Illinois nel 1995. Si trova accanto al One Prudential Plaza a cui è collegato. Nel 2006 è stato ceduto per 470 milioni di dollari alla società di investimenti immobiliari BentleyForbes.